# Castilloa elastica
Castilloa elastica är en mullbärsväxtart. Castilloa elastica ingår i släktet Castilloa och familjen mullbärsväxter.

## Underarter
Arten delas in i följande underarter:
- C. e. costaricana
- C. e. elastica